# Esther Hernández Gamo
Esther Hernández Gamo, conocida deportivamente como Puche (Madrid, España, 18 de noviembre de 1986) es una jugadora española de fútbol sala. Juega de ala-pívot y su equipo actual es la CD Leganés FS de la Primera División de fútbol sala femenino de España.

## Trayectoria

### Fútbol 11
Comenzó jugando a futbol-11 como centrocampista en el Oroquieta-Puerta Bonita desde el año 1999 hasta 2003. En el 2003 ficha por la AD Torrejón, llegando a jugar en la Superliga, su debut en la máxima competición fue en un partido jugado contra el Athletic Club jugado en el campo de Las Veredillas, y llegó a jugar en el mítico estadio de San Mamés. En la 2011-12 ficha por el Rayo Vallecano y jugando los octavos de final de la Champions League femenina contra el Arsenal.

### Fútbol sala
En la temporada 2012-13 ficha por el CD Leganés FS que en esos momentos militaba en segunda división. Jugó tres play-off de ascenso a primera consiguiendo el salto a la máxima categoría en la 2015-16 en la eliminatoria jugada contra el Bilbo. Debutó en primera división el 10 de septiembre de 2016 en partido disputado contra el Rubí en el pabellón de La Fortuna. Desde entonces ha jugado siempre con el Leganés acumulando más de 100 partidos de liga en la máxima categoría.

## Estadísticas
Clubes
 Actualizado al último partido jugado el 6 de junio de 2023.
| Club | Div.              | Temporada         | Liga   | Liga   | Liga       | Liga      | Copas nacionales(1) | Copas nacionales(1) | Copas nacionales(1) | Copas nacionales(1) | Torneos internacionales(2) | Torneos internacionales(2) | Torneos internacionales(2) | Torneos internacionales(2) | Total(3) | Total(3) | Total(3)   | Total(3)  |
| Club | Div.              | Temporada         | Part.  | Goles  | Amonestado | Expulsado | Part.               | Goles               | Amonestado          | Expulsado           | Part.                      | Goles                      | Amonestado                 | Expulsado                  | Part.    | Goles    | Amonestado | Expulsado |
| Fútbol | Fútbol            | Fútbol            | Fútbol | Fútbol | Fútbol     | Fútbol    | Fútbol              | Fútbol              | Fútbol              | Fútbol              | Fútbol                     | Fútbol                     | Fútbol                     | Fútbol                     | Fútbol   | Fútbol   | Fútbol     | Fútbol    |
| --- | ----------------- | ----------------- | ------ | ------ | ---------- | --------- | ------------------- | ------------------- | ------------------- | ------------------- | -------------------------- | -------------------------- | -------------------------- | -------------------------- | -------- | -------- | ---------- | --------- |
| Oroquieta · España |                   |                   |        |        |            |           |                     |                     |                     |                     |                            |                            |                            |                            |          |          |            |           |
| -.ª |                   |                   |        |        |            |           |                     |                     |                     |                     |                            |                            |                            |                            |          |          |            |           |
| |                   | -                 | -      | -      | -          | -         | -                   | -                   | -                   | -                   | -                          | -                          |                            | -                          | -        | -        |            |           |
| Total club | Total club        | -                 | -      | -      | -          | -         | -                   | -                   | -                   | -                   | -                          | -                          | -                          | -                          | -        | -        | -          |           |
| AD Torrejón · España |                   |                   |        |        |            |           |                     |                     |                     |                     |                            |                            |                            |                            |          |          |            |           |
| 1.ª |                   |                   |        |        |            |           |                     |                     |                     |                     |                            |                            |                            |                            |          |          |            |           |
| 2008-09 | 11                | 0                 | 1      | 0      | -          | -         | -                   | -                   | -                   | -                   | -                          | -                          | 11                         | 0                          | 1        | 0        |            |           |
| 2009-10 | 12                | 3                 | 0      | 0      | -          | -         | -                   | -                   | -                   | -                   | -                          | -                          | 12                         | 3                          | 0        | 0        |            |           |
| 2010-11 | 24                | 3                 | 1      | 0      | -          | -         | -                   | -                   | -                   | -                   | -                          | -                          | 24                         | 3                          | 1        | 0        |            |           |
| Total club | Total club        | 47                | 6      | 2      | 0          | -         | -                   | -                   | -                   | -                   | -                          | -                          | -                          | 47                         | 6        | 2        | 0          |           |
| Rayo Vallecano · España |                   |                   |        |        |            |           |                     |                     |                     |                     |                            |                            |                            |                            |          |          |            |           |
| 1.ª |                   |                   |        |        |            |           |                     |                     |                     |                     |                            |                            |                            |                            |          |          |            |           |
| 2011-12 | 18                | 0                 | 0      | 0      | -          | -         | -                   | -                   | -                   | -                   | -                          | -                          | 18                         | 0                          | 0        | 0        |            |           |
| Total club | Total club        | 18                | 0      | 0      | 0          | -         | -                   | -                   | -                   | -                   | -                          | -                          | -                          | 18                         | 0        | 0        | 0          |           |
| Total fútbol | Total fútbol      | Total fútbol      | 65     | 6      | 2          | 0         | -                   | -                   | -                   | -                   | -                          | -                          | -                          | -                          | 65       | 6        | 2          | 0         |
| Fútbol Sala |                   |                   |        |        |            |           |                     |                     |                     |                     |                            |                            |                            |                            |          |          |            |           |
| Leganés FS · España | 2.ª               |                   |        |        |            |           |                     |                     |                     |                     |                            |                            |                            |                            |          |          |            |           |
| Leganés FS · España | 2.ª               | 2012-13           | 23     | 15     | -          | -         | -                   | -                   | -                   | -                   | -                          | -                          | -                          | -                          | 23       | 15       | -          | -         |
| Leganés FS · España | 2.ª               | 2013-14           | 23     | 16     | -          | -         | -                   | -                   | -                   | -                   | -                          | -                          | -                          | -                          | 23       | 16       | -          | -         |
| Leganés FS · España | 2.ª               | 2014-15           | 24     | 30     | -          | -         | -                   | -                   | -                   | -                   | -                          | -                          | -                          | -                          | 26       | 6        | -          | -         |
| Leganés FS · España | 2.ª               | 2015-16           | 26     | 16     | -          | -         | -                   | -                   | -                   | -                   | -                          | -                          | -                          | -                          | 26       | 16       | -          | -         |
| Leganés FS · España | 1.ª               |                   |        |        |            |           |                     |                     |                     |                     |                            |                            |                            |                            |          |          |            |           |
| Leganés FS · España | 2016-17           | 27                | 8      | 3      | 0          | -         | -                   | -                   | -                   | -                   | -                          | -                          | -                          | 27                         | 8        | 3        | 0          |           |
| Leganés FS · España | 2017-18           | 29                | 9      | 2      | 0          | -         | -                   | -                   | -                   | -                   | -                          | -                          | -                          | 29                         | 9        | 2        | 0          |           |
| Leganés FS · España | 2018-19           | 16                | 3      | 0      | 0          | -         | -                   | -                   | -                   | -                   | -                          | -                          | -                          | 30                         | 5        | 5        | 0          |           |
| Leganés FS · España | 2019-20           | 12                | 8      | 4      | 0          | 1         | 0                   | 0                   | 0                   | -                   | -                          | -                          | -                          | 13                         | 8        | 4        | 0          |           |
| Leganés FS · España | 2020-21           | 25                | 9      | 2      | 0          | 2         | 2                   | 0                   | 0                   | -                   | -                          | -                          | -                          | 27                         | 11       | 2        | 0          |           |
| Leganés FS · España | 2021-22           | 29                | 13     | 2      | 0          | 2         | 2                   | 0                   | 0                   | -                   | -                          | -                          | -                          | 31                         | 15       | 2        | 0          |           |
| Leganés FS · España | 2022-23           | 28                | 10     | 3      | 0          | 0         | 0                   | 0                   | 0                   | -                   | -                          | -                          | -                          | 28                         | 10       | 3        | 0          |           |
| Leganés FS · España | Total club        | Total club        | 262    | 137    | 16         | 0         | 5                   | 4                   | 0                   | 0                   | -                          | -                          | -                          | -                          | 267      | 141      | 16         | 0         |
| Total fútbol sala | Total fútbol sala | Total fútbol sala | 262    | 137    | 16         | 0         | 5                   | 4                   | 0                   | 0                   | -                          | -                          | -                          | -                          | 267      | 141      | 16         | 0         |
| (1) Incluye datos de Copa de España / Supercopa de España. (2) Incluye datos de Campeonato de Europa de Clubes, Recopa y Copa Intercontinental. (3) No incluye datos de partidos amistosos. |                   |                   |        |        |            |           |                     |                     |                     |                     |                            |                            |                            |                            |          |          |            |           |

## Palmarés y distinciones
- Segunda División: 3

2013, 2015, 2016.